# حديث البلد
حديث البلد هو برنامج ترفيهي عرض على قناة الجديد بتقديم المذيع نيشان. كما عرض على تلفزيون المرّ MTV Lebanon بتقديم المذيعة منى أبو حمزة، ويهتم البرنامج بآخر الأخبار السياسية والترفيهيه
وا الفنية والاجتماعيه الخ.. وجرت العادة أن يكون هناك ضيف دائم في الحلقة يتميز بالروح الفكاهية.
البرنامج يتم عرضه يوم الخميس ليلاً.

## المواسم
- المواسم الأول 2009
- المواسم الثاني 2010
- المواسم الثالث 2011
- المواسم الرابع 2012 (15 حلقة)
- المواسم الخامس: (أول عرض 25 أكتوبر 2012) "34 حلقة + 4 حلقات Best of بمجموع 38 حلقة" (نهاية الموسم 4 يوليو 2013)
- المواسم السادس 2014 (36 حلقة)
- المواسم السابع: (أول عرض 26 فبراير 2015) "16 حلقة" (نهاية الموسم 12 يونيو 2015)
- توقف البرانامج سنة 2016
- المواسم الثامن 2017 (15 حلقة)
- المواسم التاسع: (أول عرض 16 فبراير 2018) "11 حلقة" (نهاية الموسم 10 مايو 2018)
- توقف البرانامج ثلاث سنوات متتالية من 2019 - 2020 - 2021
- المواسم العاشر: (أول عرض 4 فبراير 2022) "18 حلقة" (نهاية الموسم 1 يوليو 2022)
- المواسم الحادي عشر: (أول عرض 13 يناير 2023) "9 حلقات" (نهاية الموسم 18 مارس 2023)